# 007: Спектр

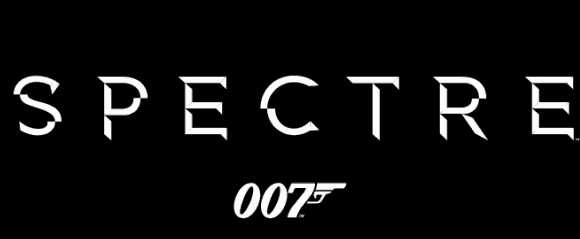
Логотип фільму

«007: Спектр» (англ. Spectre) — двадцять четвертий фільм із серії фільмів про англійського агента Джеймса Бонда, героя романів Яна Флемінга. Роль Бонда вчетверте виконує Денієл Крейґ.
Картина вийшла у світовий прокат 26 жовтня 2015 року у Великій Британії. В український широкий прокат фільм вийшов 6 листопада 2015 року.

## Сюжет
У Мехіко, під час Дня Мертвих агент MI6 Джеймс Бонд (Денієл Крейґ) вбиває двох терористів, які планують підірвати стадіон, повний людей. Будівля з терористами вибухає і обрушується. Головний терорист, Марко Скіарра, намагається втекти на вертольоті, але Бонду вдається проникнути на борт, і після нетривалої бійки він скидає Скіарру і пілота з вертольота і відлітає на ньому. Попередньо, Бонд зняв з пальця Скіарри кільце з символом у вигляді чорного восьминога, що означає приналежність до якоїсь організації.
У Лондоні М (Рейф Файнз) вичитує Бонда за дії в Мехіко, на які він не мав офіційних повноважень, і усуває його від всіх операцій. Також Бонд знайомиться з новим головою Центру Національної Безпеки, Максом Денбі (С) (Ендрю Скотт). C є ініціатором програми «Дев'ять очей», яка полягає у співпраці розвідслужб 9 країн, а заодно він планує закрити програму «00». До Джеймса приходить Ів Маніпенні (Наомі Гарріс) і приносить йому речі, вцілілі у підірваному Скайфол. Бонд показує їй відеоповідомлення попередньої M (Джуді Денч), зробленої незадовго до її смерті, де вона доручає Бонду вбити Скіарру і відвідати його похорон. У переданих речах Бонд знаходить свідоцтво про опікунство і обгорілу фотографію з ним, його прийомним батьком і зведеним братом, голова якого на фотографії згоріла. Q (Бен Вішоу), який за наказом M ввів Бонду в вену жучок для стеження, також погоджується допомогти, відключивши стеження на 2 дні.
Бонд забирає з його арсеналу автомобіль Aston Martin DB10, спочатку зроблений для нього, але переданий агентові 009 і вирушає до Рима на похорон Скіарри. Там він зустрічає вдову Марко, Лючію Скіарру (Моніка Беллуччі). Бонд запобігає замаху на Лючію, і вона розповідає йому, що організація, в якій перебував її чоловік, збирається провести зустріч з приводу заміни Скіарри. Джеймс вирушає на зустріч, і його пропускають туди, бо має перстень з символом організації, віднятий у Скіарри. На зустрічі приймається рішення про вбивство так званого Блідого Короля, якого також згадував Скіарра у розмові з поплічниками в Мехіко. Ватажок організації Франц Оберхаузер (Крістоф Вальц), дізнається, що Джеймс на зустрічі і Бонд збігає на своєму автомобілі. За ним в погоню кидається поплічник Оберхаузера містер Хінкс (Дейв Батіста). Під час погоні Маніпенні телефоном повідомляє Бонду, що Блідий Король — це містер Вайт (Еспер Крістенсен), член Кванта, з яким Бонд бився кілька років тому. Бонду вдається підпалити машину Хінкса, а сам він катапультується зі своєї машини, втопивши її. Тим часом, програма C була відкинута через відмову ПАР.
Бонд вирушає в Альхауз, де знаходить постарілого містера Вайта, який вмирає від отруєння талієм. Вайт посилає Бонда до своєї дочки, Мадлен Суонн (Леа Сейду), що працює психологом в клініці в Альпах. Сам Вайт застрелюється. Бонд знаходить дочку Вайта, яка відмовляється йти з ним. Її викрадають люди Оберхаузера на чолі з Хінксом, але Бонд на викраденому ним літаку намагається зупинити їх, в результаті всі члени організації гинуть, а Хінкс, в результаті зіткнення, втрачає свідомість і вивалюється з автомобіля через лобове скло, але виживає. Джеймс і Мадлен вирушають до Q, який прибув в Альпи. Мадлен розкриває назву організації — СПЕКТР. Q з'ясовує, що всі антагоністи попередніх фільмів (Ле Шиффр, Домінік Грін, Містер Вайт, Рауль Сільва) були членами цієї організації. Крім того, в ПАР, представники якої відмовлялися прийняти програму C, відбувається вибух, і вони погоджуються на програму. C вирішує закрити програму «00». Як з'ясувалося, програма передбачає тотальне стеження, у тому числі за агентами MI6. M категорично проти програми.
Q повертається до Лондона, а Джеймс і Мадлен вирушають в готель «Американець» в Танжері, куди Бонда раніше направив містер Вайт. Там вони знаходять таємну кімнату, де зберігаються фотографії, відеоплівки Вайта, а також карта з координатами бази СПЕКТРа в пустелі. Вони на поїзді вирушають туди, але під час шляху їх атакує Хінкс. Під час тривалої бійки, Бонду вдається скинути його з поїзда. На станції, розташованої неподалік від бази, їх зустрічає водій Оберхаузера і відвозить на місце. На базі Бонда і Суонн зустрічає сам Оберхаузер, який в ході довгої бесіди розкриває, що стояв за всіма бідами Бонда, а також, що C — це член СПЕКТРа, програма «Дев'ять очей» спрямована на передачу всіх розвідданих Спектру. З'ясовується, що Оберхаузер — це зведений брат Бонда. Саме він 20 років тому вбив свого батька і прийомного батька Джеймса, Ханнеса Оберхаузера, раніше вважався загиблим під лавиною разом з Францом. Ханнес прихистив Бонда після смерті його батьків. Ім'я «Франц Оберхаузер» пропало з бази даних, оскільки після «смерті» він узяв собі нове ім'я — Ернст Ставро Блофельд. Блофельд намагається стерти Бонду пам'ять, після чого вбити його, але Мадлен кидає під нього вибуховий годинник, зроблений Q. Під час втечі Бонд стріляє в газовий балон, що призводить до вибуху бази. Джеймс і Мадлен відлітають на вертольоті в Лондон.
Бонд розкриває М справжню причину програми Макса Денбі і його приналежність Спектру. Разом з Маніпенні, Таннером і Q, вони їдуть в будівлю Центру Національної Безпеки для його арешту. Мадлен вирішує порвати з Бондом, оскільки не може більше жити в страху. По дорозі на них нападають люди СПЕКТРа, які захоплюють Бонда. М і решта збігають і вирушають до Денбі. Бонда доставляють до колишньої будівлі MI6, але він приходить до тями і вбиває викрадачів. Зайшовши в будівлю, Бонд бачить на меморіальній стіні загиблих в будівлі під час вибуху своє ім'я і стрілку, куди йти. На нижніх ярусах він знаходить за броньованим склом Блофельда, що вижив, але отримав шрам на обличчі після вибуху бази. Він повідомляє, що в будівлі знаходиться Мадлен і вмикає бомбу з відліком в 3 хвилини. Тим часом, Q зламує і відключає програму «Дев'ять очей», а М намагається заарештувати С, але той вступає в бійку, випадково падає вниз з великої висоти і розбивається на смерть. Бонд знаходить Мадлен, вони дістаються до човнів в підвалі і в останній момент перед остаточним знищенням будівлі вибираються з неї. Блофельд намагається сховатися на вертольоті, але Бонду з пістолета вдається підбити його. Вертоліт падає на Вестмінстерський міст. Поранений Блофельд вибирається з палаючого гелікоптера, його наздоганяє Бонд. Джеймс вирішує не вбивати Ернста, і його заарештовує М. Бонд забирає у Q свій автомобіль Aston Martin DB5 з легендарним номером BMT216A, відновлений після вибуху біля Скайфол, і їде з Мадлен у невідомому напрямку.

## У ролях
- Денієл Крейґ: Джеймс Бонд
- Леа Сейду: Мадлен Суонн
- Крістоф Вальц: Франц Оберхаузер
- Рейф Файнз: Гарет Маллорі (М)
- Бен Вішоу: Q
- Ендрю Скотт: Макс Денбі
- Наомі Гарріс: Ів Маніпенні
- Дейв Батіста: містер Хінкс
- Моніка Беллуччі: Лючія Скіарра
- Рорі Кіннір: Білл Таннер
- Йеспер Крістенсен: Містер Вайт
- Стефані Сігман: Естрелла
- Джуді Денч: М
- Адріана Пас: мексиканка в ліфті

## Знімальна група
- Кінорежисер: Сем Мендес
- Сценаристи: Джон Логан, Ніл Первіс і Роберт Вейд
- Кінопродюсери: Барбара Брокколі і Майкл Дж. Вілсон
- Виконавчий продюсер: Каллум МакДугалл
- Композитор: Томас Ньюман
- Кінооператор: Хойте Ван Хойтема
- Кіномонтаж: Лі Сміт
- Підбір акторів: Деббі Мак-Вільямс
- Художник-постановник: Денніс Гасснер
- Артдиректор: Андрій Беннетт, Ніл Келлоу, Бен Коллінз, Марк Гарріс, Кріс Лоу
- Художник по костюмах: Яні Темім[8]

## Місця зйомок
Знімання фільму почалося 8 грудня 2014 у місті Мехіко, Мексика, та тривали близько семи місяців. Знімальна група працювала в Римі, Лондоні, Марокко, Австрії і Мехіко. Автомобілем Бонда був сріблястий «Aston Martin DB10» з номером DB10 AGB.

## Податкові суперечки
Під час проведення знімання у Мехіко, у ЗМІ потрапила інформація, що сценарій був змінений за вимогами мексиканської влади заради того, аби представити країну в «позитивному світлі». Також причиною зміни сценарію була можливість отримання податкових пільг і фінансової підтримки на до 20 мільйонів доларів США за фільм. Цю інформацію спростував продюсер фільму Майкл Вілсон.

## Маркетингова кампанія
Під час прес-конференції у грудні 2014 року, яка була присвячена оголошенню початку зйомок, «Aston Martin» представили новий DB10 як новий автомобіль Джеймса Бонда. DB10 був розроблений у співробітництві з творцями фільму. Для фільму було спеціально виготовлено десять таких автомобілів.

## Музичний супровід
Ще задовго до прем'єри фільму, серед багатьох музичних критиків точилися чутки, що головним саундтреком «Спектру» стане, не видана раніше, пісня «Big Boots» гурту «Radiohead». Але натомість, саундтреком став трек «Writing's on the Wall» британського співака Сема Сміта.
Також музичний супровід для фільму був створений Томасом Ньюманом, який вже мав досвід написання музики для «007: Координати „Скайфолл“». Режисер фільму Сем Мендес повідомив, що у фільмі будуть присутні саундтреки, загальна тривалість яких буде сягати більше ніж 100 хвилин. Саундтрек до фільму вийшов 23 жовтня 2015 року у Великій Британії, а у США вийшов 6 листопада 2015 року.
25 грудня на офіційній сторінці гурту «Radiohead» у «SoundCloud» з'явилася пісня «Spectre». Музиканти повідомили, що наприкінці 2014 року їх попросили записати саундтрек для даної частини Бондіани, але трек до фільму так і не взяли.

## Прем'єра і реакція публіки
Світова прем'єра «Спектру» відбулася 26 жовтня 2015 року, у Лондоні. Цікавим фактом є те, що «Paramount Pictures» перенесли реліз свого фільму «Місія Нездійснена: Нація Ізгоїв» заради того, щоб уникнути конкуренції з «Спектром». Нова кінострічка про Джеймса Бонда у Великій Британії стала популярнішою (показ фільму проходив у 647 кінотеатрах, в тому числі на 40 екранах IMAX), ніж попередній фільм «Скайфолл» (587 кінотеатрів і 21 екран IMAX). У Великій Британії фільм «Спектр» отримав позитивні відгуки ще до прем'єрного показу.
«Спектр» отримав неоднозначні оцінки від критиків. Багато рецензентів надавали фільму або дуже позитивні відгуки, або дуже негативні. На вебсайті «Metacritic» фільм має «змішані або середні оцінки» і рейтинг (за висновками 48 критиків) 60 із 100 %. Також значної критики зазнала вступна сцена фільму, послідовність сюжету, роль акторів та стиль зйомки. У перших рецензіях «Спектр» отримав позитивніші відгуки, ніж попередній фільм про Бонда «007: Координати „Скайфолл“». На ресурсі «CinemaScore» глядачі дали фільмові оцінку «А-».

## Визнання
| Нагороди та номінації фільму «007: Спектр» | Нагороди та номінації фільму «007: Спектр» | Нагороди та номінації фільму «007: Спектр» | Нагороди та номінації фільму «007: Спектр»     | Нагороди та номінації фільму «007: Спектр» | Нагороди та номінації фільму «007: Спектр» |
| Рік                                        | Кінопремія / Кінофестиваль                 | Категорія / Нагорода                       | Номінант                                       | Результат                                  | Дж                                         |
| ------------------------------------------ | ------------------------------------------ | ------------------------------------------ | ---------------------------------------------- | ------------------------------------------ | ------------------------------------------ |
| 2016                                       | 88-ма церемонія вручення нагороди «Оскар»  | Найкраща пісня до фільму                   | Writing's on the Wall (Сем Сміт, Джиммі Нейпс) | Перемога                                   | [ 11 ]                                     |

## Український дубляж
- Студія: LeDoyen Studio
- Перекладач: Федір Сидорук
- Режисерка дублювання: Ольга Фокіна
- Звукорежисер: Михайло Угрин
- Звукорежисер перезапису: Олег Кульчицький
- Координаторка проекту: Аліна Гаєвська

Ролі дублювали:
- Бонд — Михайло Жонін
- Франц — Андрій Самінін
- Мадлен — Юлія Перенчук
- С — Олександр Погребняк
- М — Михайло Войчук
- Маніпенні — Олена Узлюк
- К'ю — Павло Скороходько
- Теннер — Дмитро Завадський
- Вайт — Євген Малуха
- Лючія — Лариса Руснак